# Klingnau
Klingnau (schweizerdeutsch: ˈχlɪŋˌnɑʊ) ist eine Kleinstadt und Einwohnergemeinde im Schweizer Kanton Aargau. Sie gehört zum Bezirk Zurzach und liegt im unteren Aaretal, rund vier Kilometer südlich der Grenze zu Deutschland.

## Geographie
Das Stadtgebiet von Klingnau liegt auf der Ostseite des Klingnauer Stausees in der Ebene des Aaretals und auf dem Acheberg (535 m ü. M.), einer Anhöhe des Tafeljuras. Der teilweise bewaldete Südwesthang des Hügelzugs ist steil und geht gegen Nordosten allmählich in ein Hochplateau über. Im Südosten ragt der Blitzberg (500 m ü. M.) als markanter Sporn in das Tal hinaus. Der westliche Anteil der sanft gegen Nordwesten abfallenden Anhöhe vom Acheberg über die Rüti bis zum Hard gehört zum Gemeindegebiet von Klingnau, während die grössere Fläche des Plateaus auf dem Gebiet von Koblenz liegt. Im Nordwesten erstreckt sich die Gemeindegrenze von der Aare nördlich des Aarekraftwerks Klingnau bei der SBB-Aarebrücke Koblenz rechts dem Bahndamm entlang bis zum Bahnhof Koblenz. Dort liegt der nördlichste Grenzpunkt von Klingnau über dem Tal des Apelööbachs rund 250 Meter vom Rhein entfernt. Der östlichste Punkt des Gemeindegebiets befindet sich in der Rodungslichtung auf dem Acheberg, wo der Grenzverlauf unmittelbar neben dem gleichnamigen Weiler liegt.
Der historische Stadtkern von Klingnau mit den beiden Häuserzeilen nördlich und südlich der Stadtkirche liegt auf einer Geländeterrasse rechts der Aare. Um die Altstadt gruppieren sich die jüngeren Stadtquartiere in der Flussebene und am Acheberg. Im Südosten ist die Siedlung ganz mit der Nachbargemeinde Döttingen an der Mündung der Surb zusammengewachsen.
Die Fläche des Gemeindegebiets beträgt 671 Hektaren, davon sind 233 Hektaren bewaldet und 137 Hektaren überbaut. Der höchste Punkt liegt auf 535 Metern auf dem Acheberg-Plateau, der tiefste auf 318 Metern am Ufer des Klingnauer Stausees. Nachbargemeinden sind Koblenz im Norden, Zurzach (ehemalige Gemeinden Rietheim im Nordosten und Bad Zurzach im Osten), Döttingen im Süden, Böttstein im Südwesten und Leuggern im Westen.

## Auenlandschaft

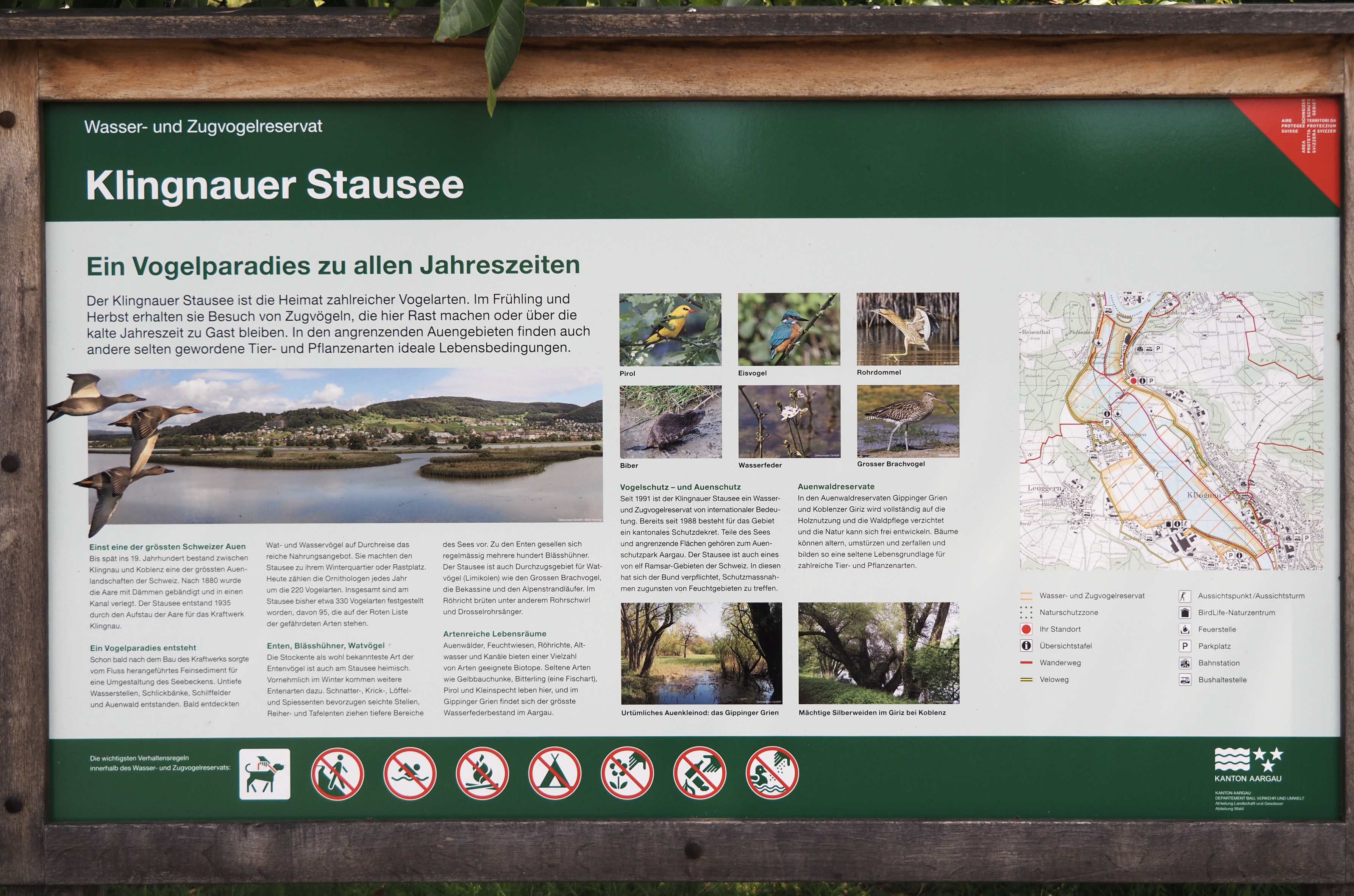
Informationstafel zum Schutzgebiet «Klingnauer Stausee»

Der Talboden an der Aare im Gebiet von Klingnau, Koblenz, Döttingen, Böttstein und Leuggern entstand über Jahrtausende als ausgedehnte Flussaue an der Aare. Mit dem Bau des Kraftwerks und des Klingnauer Stausees wurde die Landschaft wesentlich verändert. Die neben dem See noch vorhandenen Flächen der ehemaligen Auenlandschaft sind unter der Bezeichnung «Auenreste Klingnauer Stausee» im Bundesinventar der Auengebiete von nationaler Bedeutung eingetragen, und die Ebene zwischen den Ortschaften ist als Geschützte Landschaft mit dem Namen «Aarelandschaft bei Klingnau» im Bundesinventar der Landschaften und Naturdenkmäler von nationaler Bedeutung verzeichnet. Das für viele Pflanzen- und Tierarten wertvolle Gebiet wurde vom Kanton Aargau durch das «Dekret über den Schutz des Klingnauer Stausees und seiner Umgebung» vom 17. Mai 1988 geschützt. Es gilt als Vogelschutzgebiet von internationaler Bedeutung und gehört auch zum Auenschutzpark Aargau. Die Böschung des Seedamms nordwestlich von Klingnau neben der «Unteren Au» ist als Trockenwiese von nationaler Bedeutung geschützt. Im Moor «Machme» dient das Grasgebiet im Auftrag von Pro Natura manchmal als Weide für Wasserbüffel.
Auf dem Klingnauer See halten sich besonders im Herbst und im Frühling viele Wasservögeln auf, die von den Seitendämmen aus und von einem 2003 bei Kleindöttingen gebauten Aussichtsturm aus beobachtet werden können.

## Geschichte

Luftansicht (1946; Bildersammlung der ETH-Bibliothek)

Klingnau war im Mittelalter verkehrsgeografisch günstig gelegen, wurden doch dort Waren von den Aareschiffen auf Karren nach Zurzach umgeladen. Um auch vom Landverkehr zu profitieren, liessen die Herren von Klingen eine Brücke über die Aare bauen. Als Gründungsdatum von Klingnau gilt der 26. Dezember 1239 (Stephanstag). Damals unterzeichneten der aus dem Thurgau stammende Ulrich II. von Klingen, der die Erbtochter Ita aus dem Adelsgeschlecht von Tegerfelden geheiratet hatte, und das Kloster St. Blasien einen Tauschvertrag über Güter an der unteren Aare. Ulrich von Klingen trat dem Kloster das Landwirtschaftsgebiet in der Beznau ab und erhielt im Gegenzug einen Landstrich rechts der Aare mit einem zwölf Meter hohen Schotterhügel einige Kilometer flussabwärts, auf dem er eine Stadt und eine Burg errichten liess.
In einer Urkunde vom 8. Mai 1243 ist Chlingenowe erstmals als Stadt erwähnt. Der althochdeutsche Ortsname bedeutet «wassernahes Land der Klingen». Ursprünglich erfolgte die Verwaltung der sanktblasischen Güter an Aare, Surb und Limmat von der Propstei Döttingen aus, die nach 1239 in die neue Stadt Klingnau verlegt wurde. Ulrichs Sohn Walther von Klingen verkaufte den Besitz (Städtchen, Aarebrücke und Burg Tegerfelden) im Jahr 1269 für 1100 Mark Silber an das Bistum Konstanz; im selben Jahr stiftete er das Kloster Sion, das dem Eremitenorden des heiligen Wilhelm von Malavalle zugeordnet war.
Neben dem Kloster St. Blasien hatte auch der Bischof von Konstanz Rechte in der Stadt. Das Hochstift Konstanz litt in jener Zeit unter einer Schuldenkrise, so dass Besitz verpfändet oder auf Rückkaufsrecht gehandelt werden musste. So kam Klingnau durch den Bischof Heinrich III. von Brandis am 16. November 1371 an Peter von Thorberg und am 22. Juli 1390 an die von Bodman, die es 16 Jahre behielten. Ausserdem besassen die Habsburger, der Johanniterorden und das Chorherrenstift Zurzach Machtbefugnisse in Klingnau.

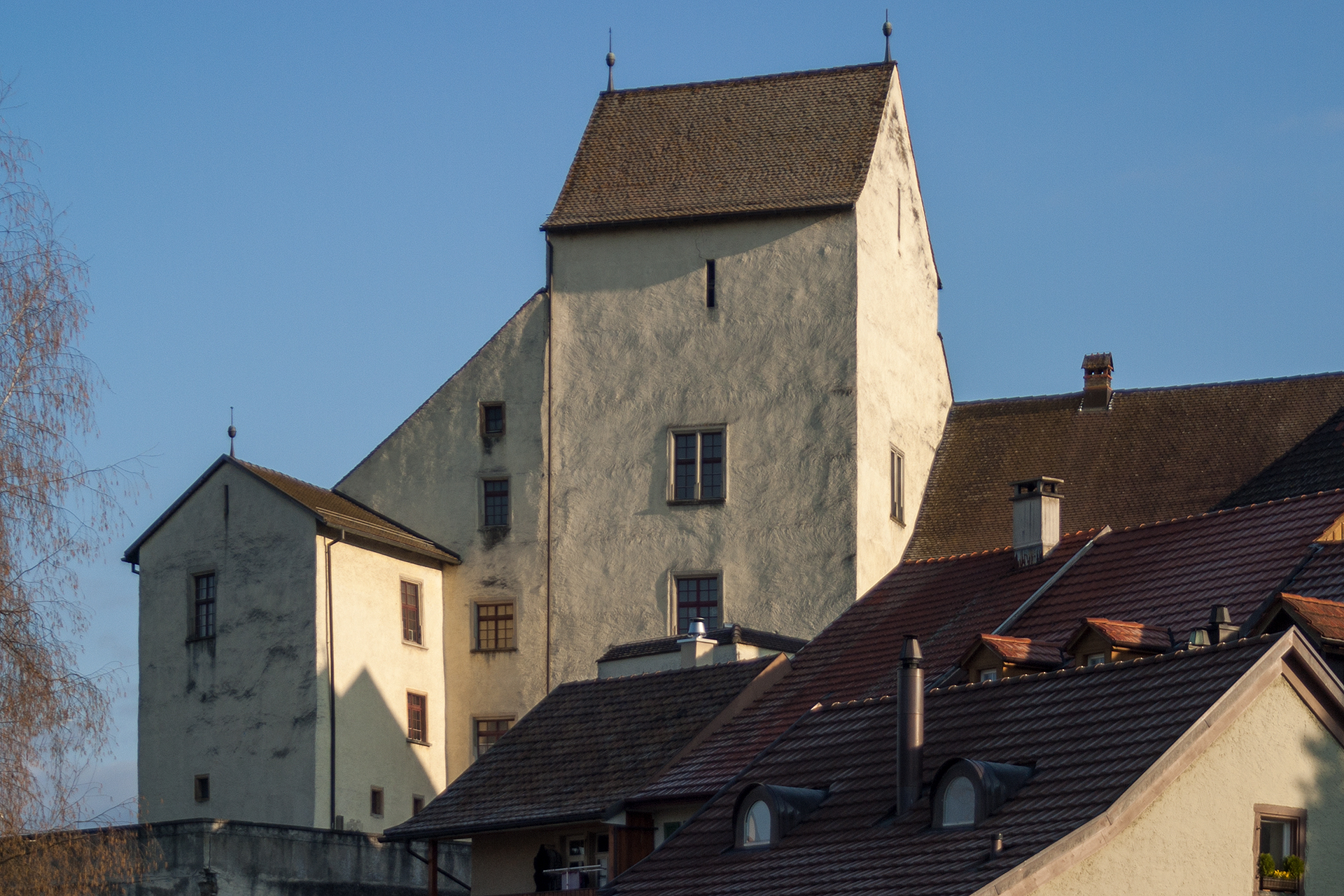
Schloss Klingnau

1415 eroberten die Eidgenossen den habsburgischen Aargau. Klingnau gehörte nun zur Grafschaft Baden, einer Gemeinen Herrschaft. Den Eidgenossen gelang es, bis 1712 weitgehend alle Rechte des Bischofs und der anderen Herrscher an sich zu bringen. Im 15. Jahrhundert wurde die Brücke weggerissen, aber nicht mehr aufgebaut, wodurch die von Döttingen nach Klingnau verlegte Fähre an Bedeutung gewann. 1586 zerstörte ein Brand die gesamte Oberstadt. 1689 musste die Regierung Vorderösterreichs während des Pfälzischen Erbfolgekriegs während anderthalb Jahren ins Exil nach Klingnau ziehen. Das Städtchen konnte sich wirtschaftlich kaum entwickeln, da es stets im Schatten von Zurzach mit der international bedeutenden Zurzacher Messe stand. Lediglich der Weinbau erlangte eine gewisse Bedeutung, so betrug die Anbaufläche im Jahr 1780 rund 115 Hektaren. Das Kloster Sion blieb bis 1725 selbständig, dann kam es mit dem Kloster Oberried und dem Kloster Mengen zu St. Blasien.
Im März 1798 nahmen die Franzosen die Schweiz ein und errichteten im Land die Helvetische Republik. Klingnau gehörte zunächst zum kurzlebigen Kanton Baden. Während des Zweiten Koalitionskrieges im Jahr 1799 verlief die Frontlinie zwischen Frankreich und Österreich in unmittelbarer Nähe. Die Österreicher richteten 1814 in der Propstei und im Kloster ein Spital ein, später waren auch das Schloss und zeitweise das Rathaus mit Kranken belegt. Insgesamt waren bis zu 2500 kranke Soldaten untergebracht (das Städtchen selbst zählte damals knapp 1000 Einwohner) sowie 200 Personen als Sanitäts- und Überwachungspersonal der Österreicher. Rund 3000 Soldaten und 28 Klingnauer starben an Typhus. Die Soldaten fanden ihre letzte Ruhe auf dem «Kaiserlichen Gottesacker», wo 1815 zur Erinnerung ein Kreuz mit einer Inschrift aufgerichtet wurde.
Seit 1803 gehört Klingnau zum damals neu gebildeten Kanton Aargau. In der zweiten Hälfte des 19. Jahrhunderts begann auch im Aaretal die Industrialisierung. Am 18. August 1859 eröffnete die Schweizerische Nordostbahn die Bahnstrecke Turgi–Koblenz–Waldshut. Zwischen 1900 und 1980 war die Möbelindustrie der bedeutendste Industriezweig. Zu Beginn des 20. Jahrhunderts wurde der gesamte Klingnauer Rebberg durch die aus Nordamerika eingeschleppte Reblaus zerstört, erst 1922 begann der Rebbau wieder. Das Aarekraftwerk Klingnau mit dem Klingnauer Stausee entstand zwischen 1931 und 1935.

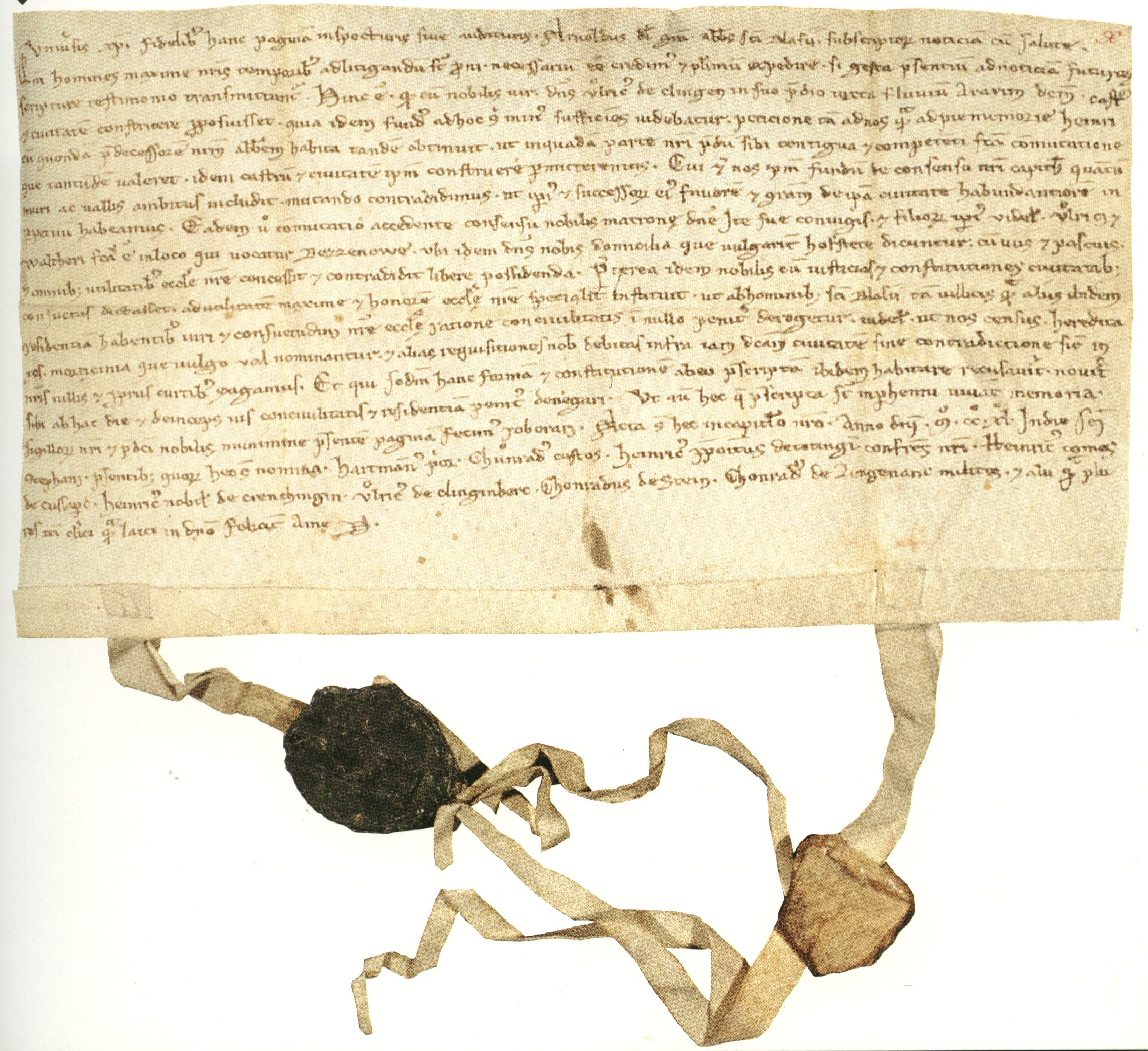
Tauschvertrag zwischen dem Kloster St. Blasien und dem Freiherr Ulrich von Klingen über die Insel Beznau und einen Hügel (die heutige Stadt Klingnau)
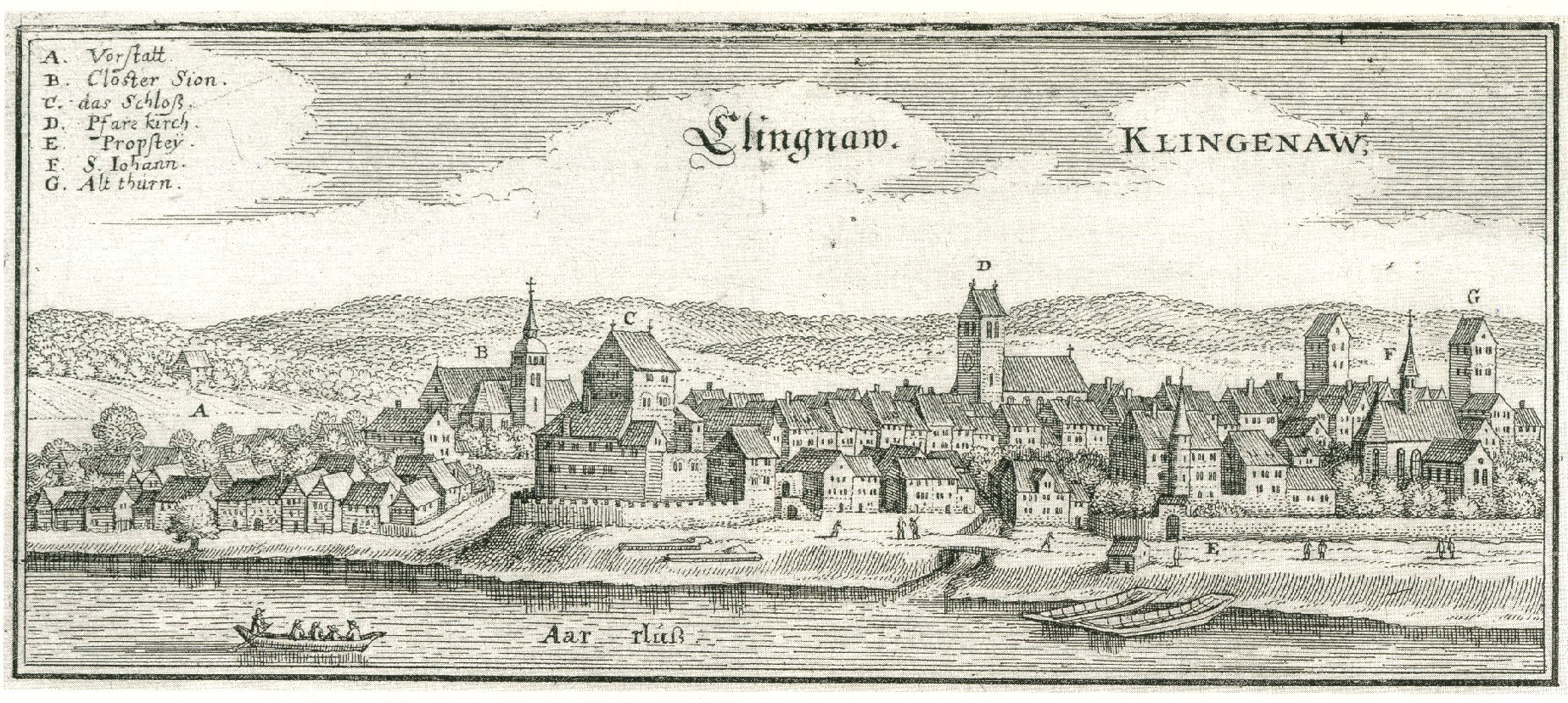
Klingnau in der Topographia Helvetiae von Matthäus Merian 1642
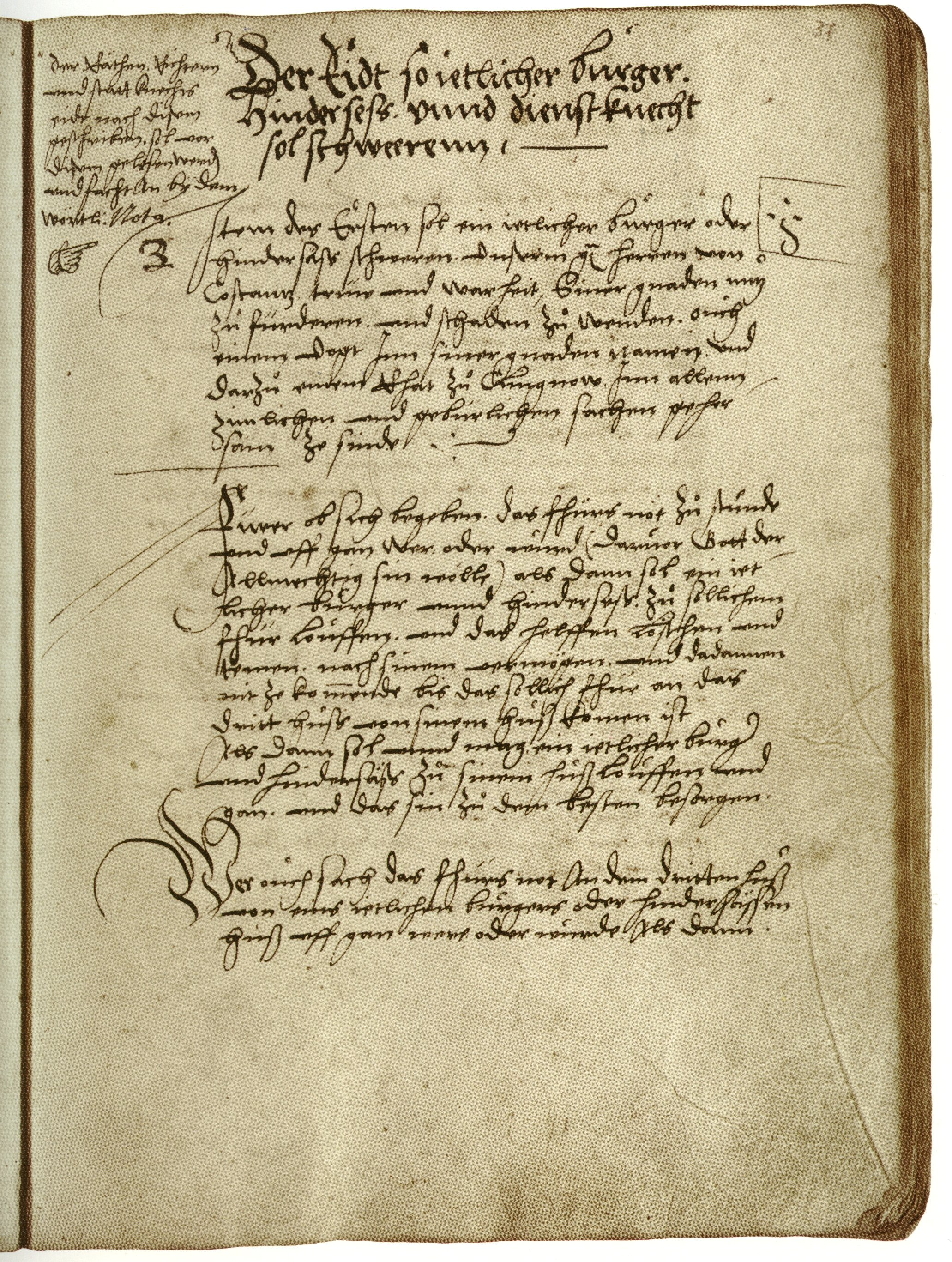
Das Klingnauer Stadtrecht von 1500, das im Wesentlichen bis 1798 Gültigkeit hatte

## Sehenswürdigkeiten

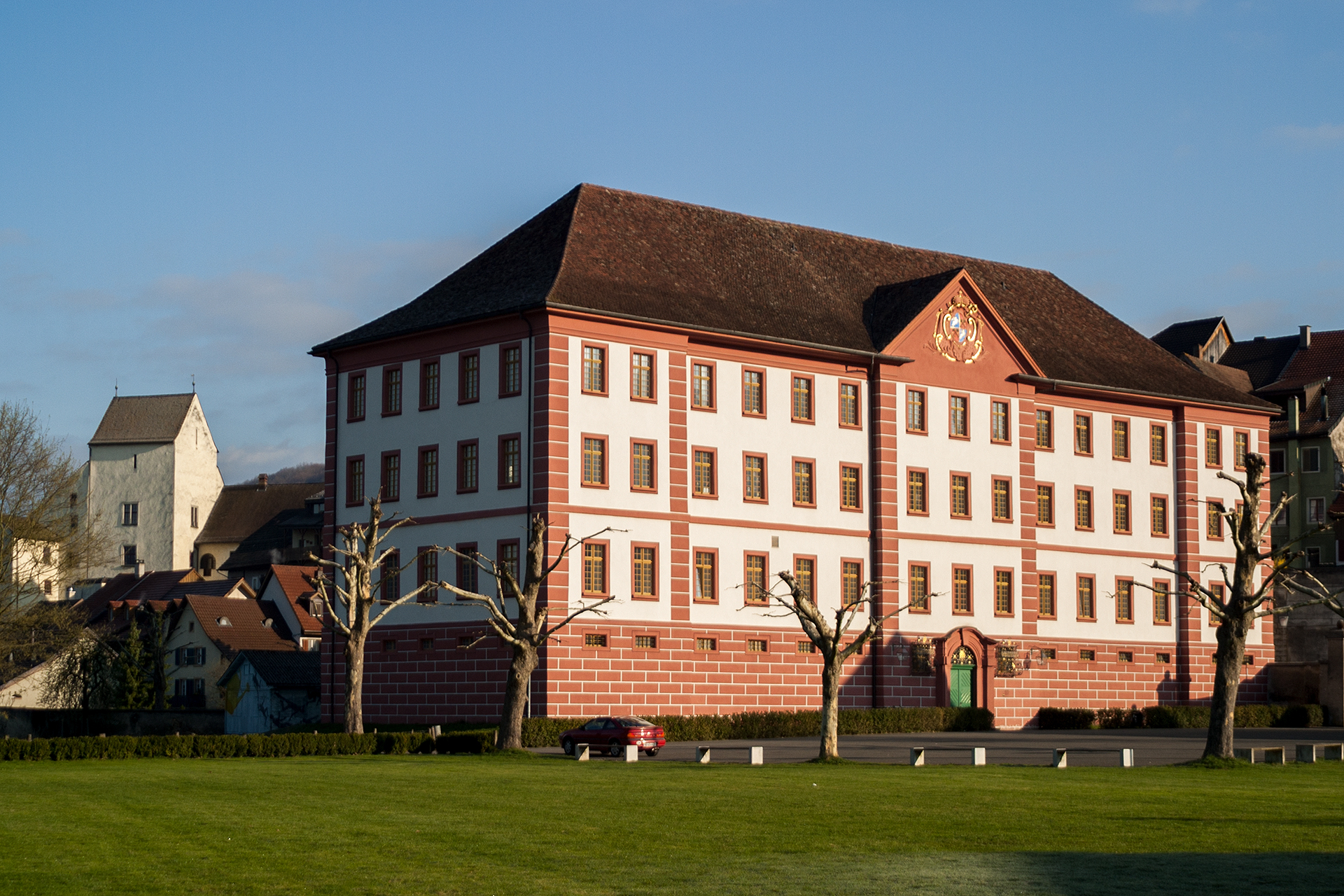
Propstei Klingnau

Die auf einer Hügelkuppe gelegene mittelalterliche Altstadt besteht aus zwei eng bebauten Häuserzeilen, die linsenförmig um einen zentralen Platz angeordnet sind. Inmitten des Platzes steht die Stadtkirche, dessen ältester erhaltener Teil der gotische Chor aus dem Jahr 1480 ist. Die Häuserzeilen bestehen durchgehend aus dreigeschossigen Bürgerhäusern, die ihre heutige Form im 18. und 19. Jahrhundert erhielten. Den nordwestlichen Abschluss der Altstadt bildet das Schloss Klingnau. Stadtgründer Ulrich von Klingen liess hier einen Wohnturm errichten, dieser erhielt später mehrere Anbauten und diente als Sitz der Landvögte des Bistums Konstanz. 1582 wurde das Schloss wegen grosser Baufälligkeit vollständig neu errichtet.
Die zur Aare hin steil abfallende Flanke wird durch die Propstei Klingnau dominiert, den Verwaltungssitz des Benediktinerklosters Sankt Blasien. Die Anlage wurde zwischen 1745 und 1754 nach den Plänen des Baumeisters Johann Caspar Bagnato gebaut. Sie steht unter Denkmalschutz und dient als Schulgebäude und Sitz der Gemeindeverwaltung. Auf dem Acheberg liegt in einer Waldlichtung die 1660 bis 1662 errichtete Loretokapelle. Ein nach dem Zweiten Weltkrieg von Holzbildhauer Beat Gasser geschaffener Stationenweg verbindet Klingnau mit der Kapelle. Seit 1935 hat Klingnau auch eine reformierte Dorfkirche.

## Wappen

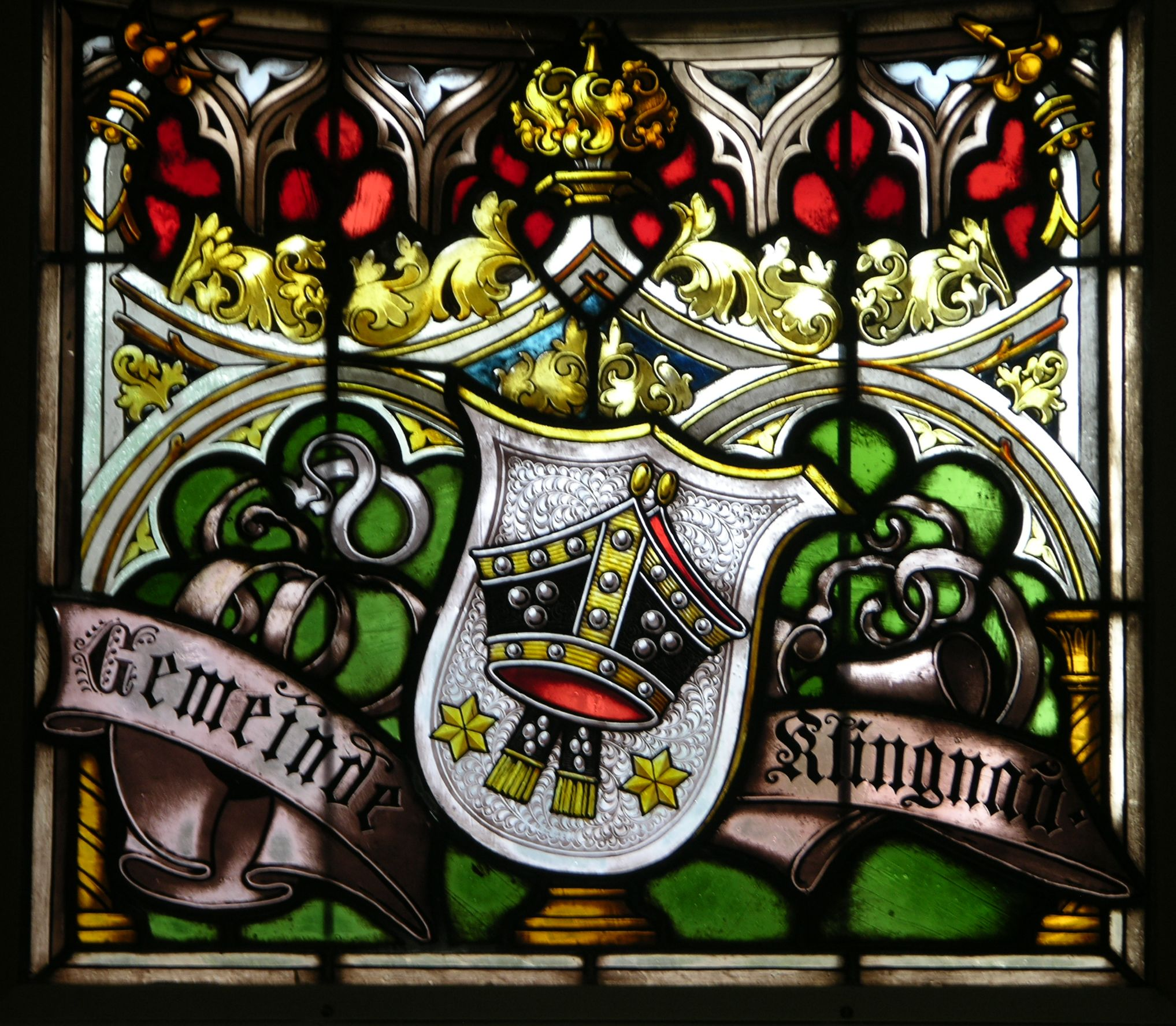
Wappen Klingnaus als Fensterbild bei der Alten Kantonsschule Aarau

Die Blasonierung des Gemeindewappens lautet: «In Rot schwarze, gelb gefütterte und verzierte Mitra, im Schildfuss begleitet von zwei sechsstrahligen gelben Sternen.» Das Wappen war erstmals auf dem Stadtsiegel abgebildet, welches kurz vor 1300 angefertigt wurde. Die Mitra erinnert an die Bischöfe von Konstanz, die jahrhundertelang über die Stadt geherrscht hatten.

## Bevölkerung

Bevölkerungsentwicklung

Die Einwohnerzahlen entwickelten sich wie folgt:
| Jahr      | 1480    | 1586 | 1800 | 1850 | 1900 | 1930 | 1950 | 1960 | 1970 | 1980 | 1990 | 2000 | 2010 | 2020 |
| Einwohner | 400–500 | 700  | 1000 | 1300 | 1134 | 1352 | 1778 | 2192 | 2545 | 2433 | 2581 | 2710 | 3103 | 3540 |

Am 31. Dezember 2023 lebten 3673 Menschen in Klingnau, der Ausländeranteil betrug 31,1 %. Bei der Volkszählung 2015 bezeichneten sich 44,9 % als römisch-katholisch und 18,5 % als reformiert; 36,6 % waren konfessionslos oder gehörten anderen Glaubensrichtungen an. 89,2 % gaben bei der Volkszählung 2000 Deutsch als ihre Hauptsprache an, 3,6 % Italienisch, 2,6 % Albanisch sowie je 0,8 % Portugiesisch und Serbokroatisch.

## Politik und Recht
Die Versammlung der Stimmberechtigten, die Gemeindeversammlung, übt die Legislativgewalt aus. Ausführende Behörde ist der fünfköpfige Gemeinderat. Er wird im Majorzverfahren vom Volk gewählt, seine Amtsdauer beträgt vier Jahre. Der Gemeinderat führt und repräsentiert die Gemeinde. Dazu vollzieht er die Beschlüsse der Gemeindeversammlung und die Aufgaben, die ihm vom Kanton zugeteilt wurden. Für Rechtsstreitigkeiten ist in erster Instanz das Bezirksgericht Zurzach zuständig. Klingnau gehört zum Friedensrichterkreis XVII (Zurzach).

## Wirtschaft
In Klingnau gibt es gemäss der im Jahr 2015 erhobenen Statistik der Unternehmensstruktur (STATENT) rund 1100 Arbeitsplätze, davon 4 % in der Landwirtschaft, 45 % in der Industrie und 51 % im Dienstleistungssektor. Zahlreiche Erwerbstätige sind Wegpendler und arbeiten in den Nachbargemeinden des unteren Aaretals oder in der Region Brugg/Baden. Vorherrschend sind die Herstellung von Möbeln der Marke De Sede, Metallwaren und Küchen sowie die Bauindustrie, die Präzisionsmechanik und der Apparatebau.
Ebenfalls von einiger Bedeutung ist der Weinbau. An den sonnigen Südhängen von Acheberg und Blitzberg ist eine Fläche von 10,6 Hektaren mit Reben bestockt. Angebaut werden vor allem die Sorten Blauburgunder und Riesling sowie einige Spezialsorten.

## Verkehr

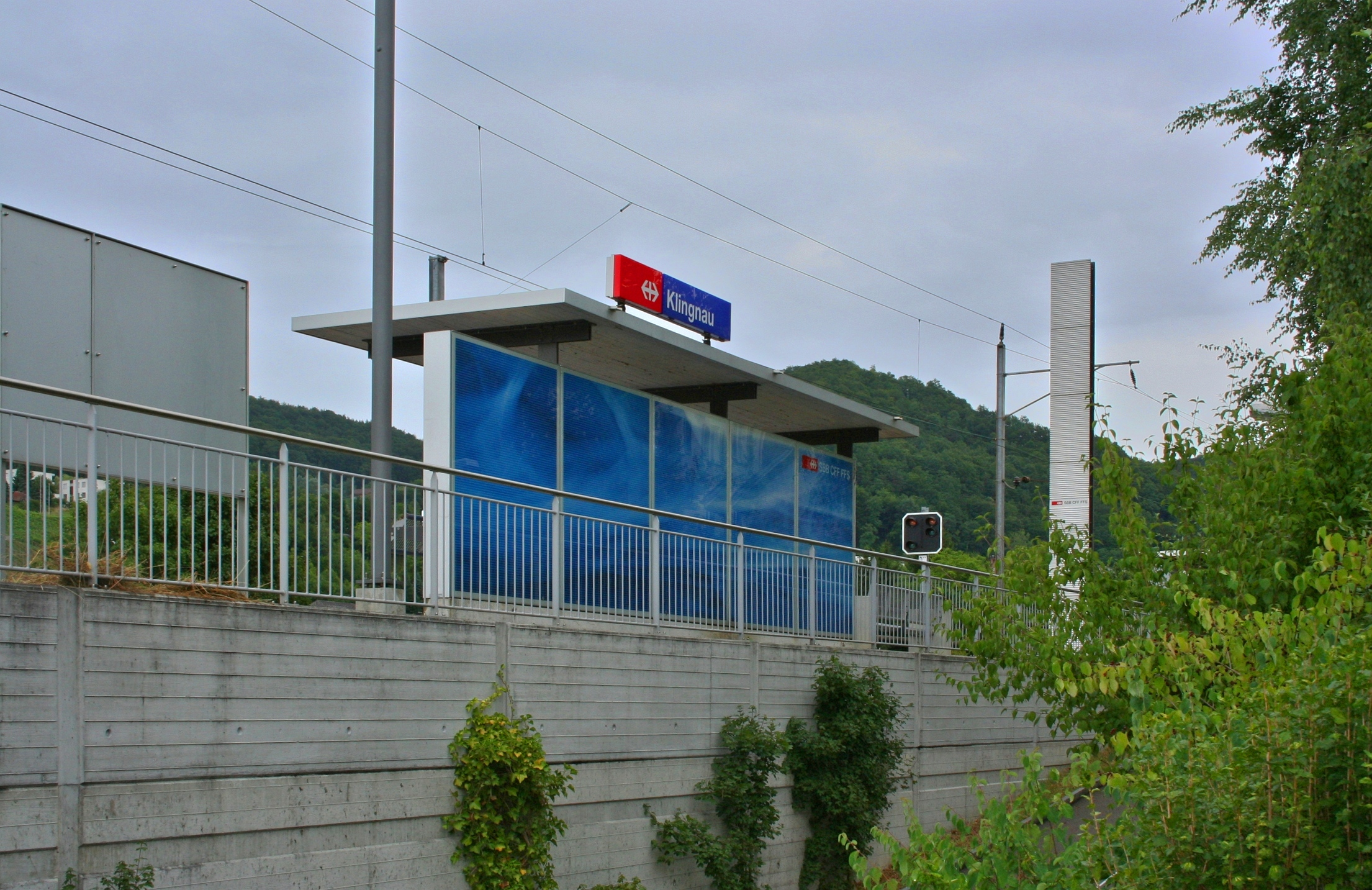
Haltestelle Klingnau

Entlang der Bahnlinie verläuft die Hauptstrasse 5 von Koblenz durch das untere Aaretal in Richtung Brugg. Bis zum Bau der Umfahrungsstrasse 1994 führte der Durchgangsverkehr mitten durch die Altstadt.
Das Städtchen besitzt eine Haltestelle an der SBB-Bahnstrecke Turgi–Koblenz–Waldshut, mit direkten Zügen nach Baden, Waldshut und Bad Zurzach. Die Haltestelle wurde im Dezember 2002 eröffnet, vorher mussten die Fahrgäste in Döttingen ein- und aussteigen. An Wochenenden verkehrt ein Nachtbus von Baden über das Surbtal und Klingnau nach Bad Zurzach.

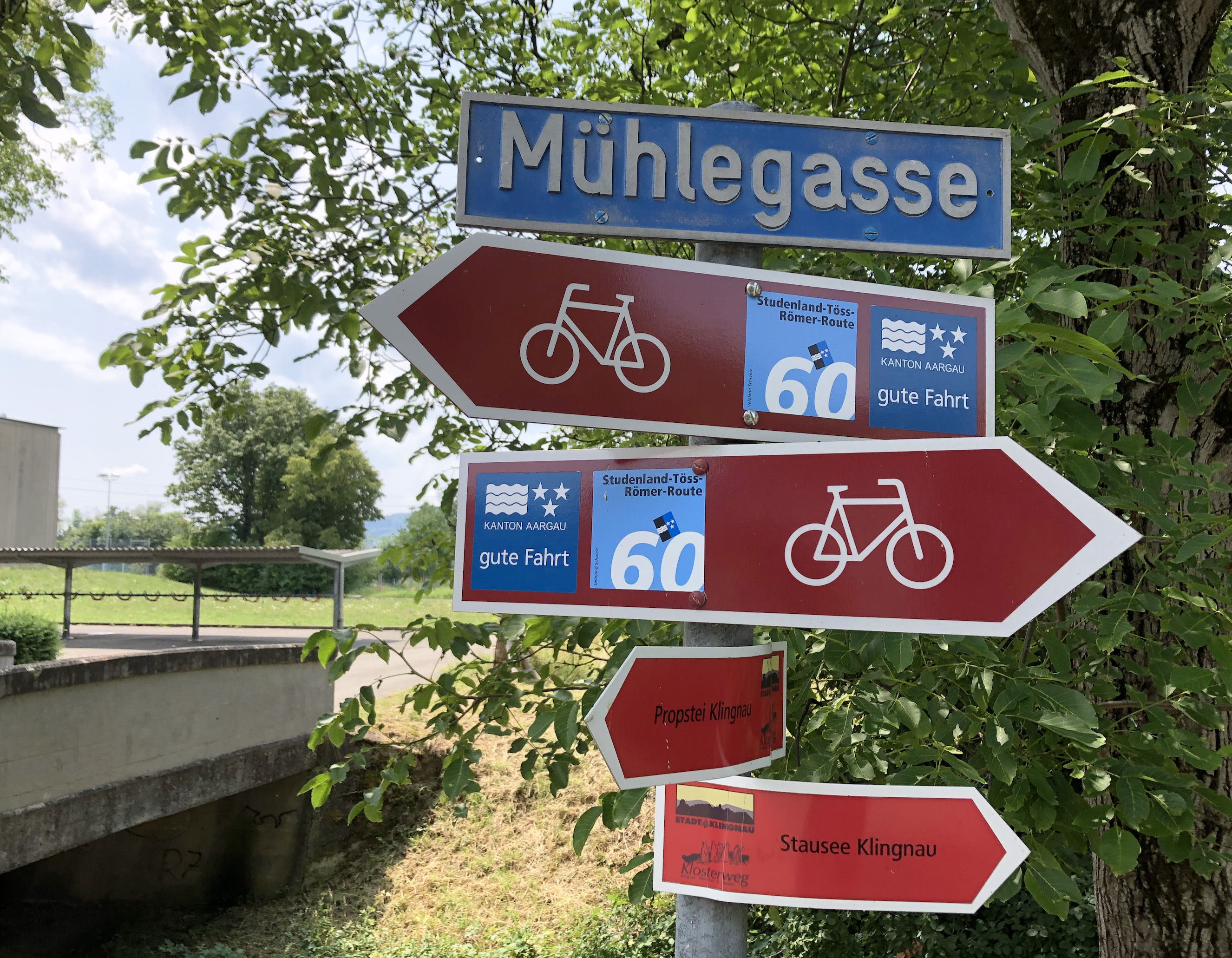
Wegweiser an der Veloroute in Klingnau

Über die seitlichen Dämme des Klingnauer Sees führt der Klingnauer Uferweg Nr. 525, der als «hindernisfreier Weg» gekennzeichnet und vom Bahnhof Döttingen und der Haltestelle Klingnau aus barrierefrei zugänglich ist und fast ohne Höhenunterschiede rund um den ganzen See führt. Diese Route gehört zur Serie der von der Stiftung SchweizMobil eingerichteten Schweizer Wege für Personen mit eingeschränkter Mobilität.
Der Radwanderweg Nr. 60 «Studenland-Töss-Römerroute» führt vom Bahnhof Koblenz aus östlich des Stausees in südlicher Richtung und durch die Stadt Klingnau.

## Bildung
Die Gemeinde verfügt über vier Schulhäuser (darunter die ehemalige Propstei), in denen der Kindergarten sowie sämtliche Schulstufen der obligatorischen Volksschule (Realschule, Sekundarschule, Bezirksschule) unterrichtet werden. Die nächstgelegenen Gymnasien sind die Kantonsschule Baden und die Kantonsschule Wettingen.

## Persönlichkeiten

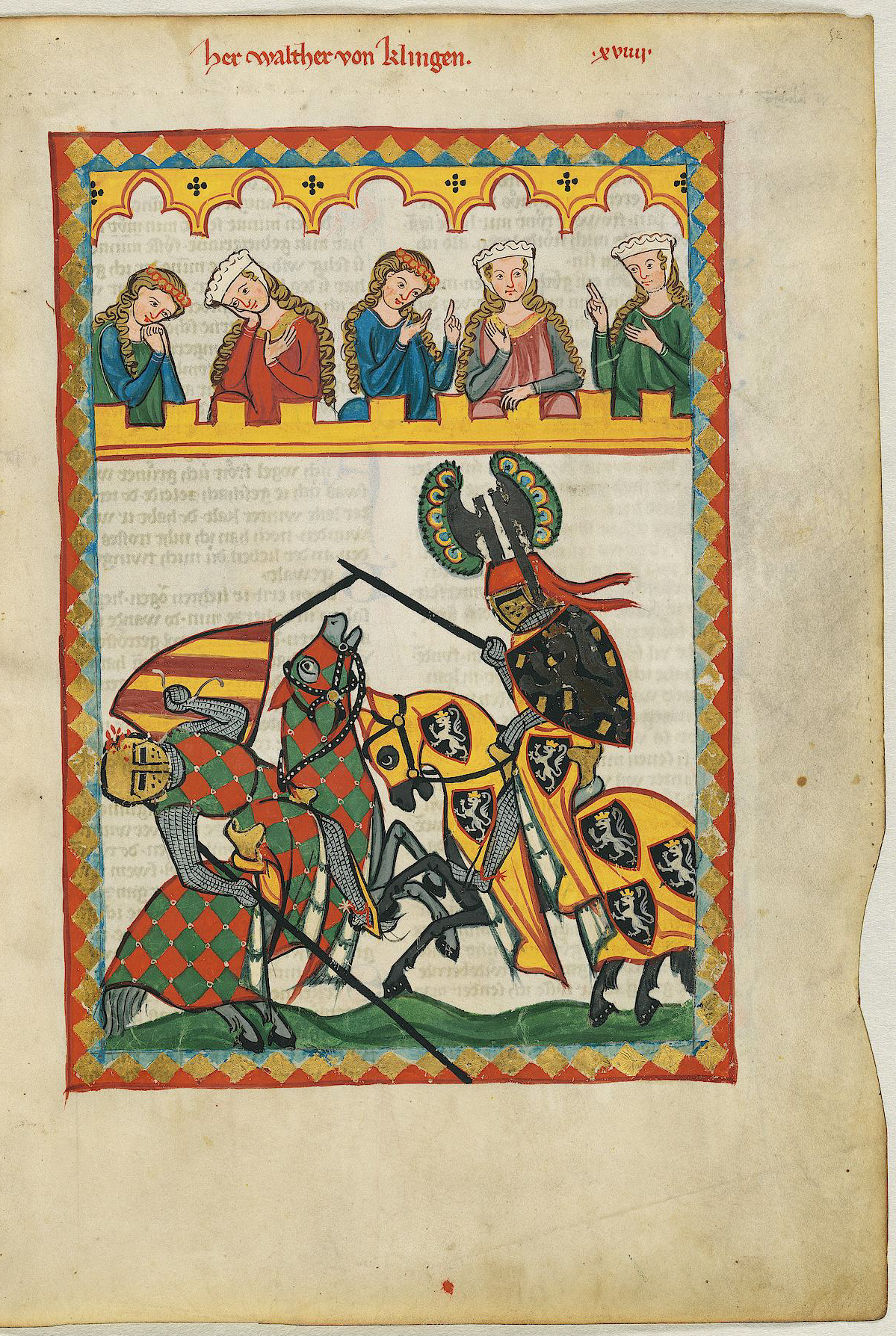
Walther von Klingen im Codex Manesse

- Walther von Klingen (1240–1286), Minnesänger
- Steinmar (urk. 1253–1293), Minnesänger
- Heinrich III. von Brandis († 1383), Bischof von Konstanz
- Mangold von Brandis († 1385), Bischof von Konstanz
- Sebastian Peregrin Zwyer (1597–1661), Diplomat und Politiker
- Roman Heer (1761–1804), Vikar
- Rustenus Heer (1715–1769), Benediktiner, Priester, Bibliothekar und Historiker
- Leopold Höchle (1791–1864), Abt von Wettingen(-Mehrerau)
- Franz Xaver Schleuniger (1810–1880), Geometer und Unternehmer
- Franz Xaver Eggspühler (1861–1930), Nationalrat
- Kuno Raeber (1922–1992), Lyriker und Romancier
- Alfred Willimann (1900–1957), Künstler